# Spitalul de Psihiatrie „Eftimie Diamandescu”
Spitalul de Psihiatrie „Eftimie Diamandescu” (cunoscut în trecut drept Spitalul de Psihiatrie „Bălăceanca” și Spitalul de Psihiatrie „Domnița Bălașa”) este un spital de psihiatrie din satul Bălăceanca al comunei Cernica, județul Ilfov.

## Istoric

### Începuturi
Spitalul a fost ctitorit de Eftimie Diamandescu, fost primar al municipiului București. Inițial, acesta a avut destinația de azil pentru infirmi și a fost înființat în anul 1890. Prin testamentul său din 12 iunie 1892, realizat cu doi ani înainte de a muri, Diamandescu a stabilit condițiile sub care azilul va funcționa după moartea sa.
„Moșia mea Bălăceanca, județul Ilfov, va fi dotată în veci pentru întreținerea Azilului înființat pe moșie la anul 1890, sub absoluta îngrijire a consoartei mele Sophia, cât va trăi, dispunând de tot venitul anual; din venitul moșiei se va întreține Azilul, dându-se fiecăruia câte o pâine pe zi, locuință, hrană, lemne și câte cinci lei pe lună de persoană; numărul azilenilor va fi pe cât va putea venitul total al moșiei, preferându-se țărani de pe moșia Bălăceanca, care Azil va purta numele de „Azilul Diamandescu”, și dacă după vremi venitul anual al moșiei se va mări, se va înmulți și numărul azilenilor înființându-se chiar în casele propietății; întreținerea azilului, a școlei și a Sfintei Biserici fondată la anul 1884; vor fi administrate de soția mea cât va trai, fără a da compt la nimeni, având toată confiența; se va numi un îngrijitor cu leafa de 1200 lei pe an având locuința în Azil, doi servitori a câte 320 lei pe an, având amândoi locuința în azil, și pentru repararea acareturilor se va cheltui pe fiecare an câte o mie lei și de va cere trebuință și mai mult, ținându-se în bună stare”—Eftimie Diamandescu
Ulterior, azilul a fost Inaugurat oficial la 1 octombrie 1900, sub numele de „Azilul Diamandescu”. Dintr-un inventar realizat în acel an, reiese că azilul avea 20 de camere, două saloane, două bucătării, o spălătorie, un pavilion administrativ și o curte de 1,5 pogoane (aproximativ 0,75 hectare).
În anul 1937, spitalul se regăsește sub denumirea oficială de Așezământul Eftimie Diamandescu. Între anii 1930-1938, azilul deținea și o secție de vagabondaj; în cadrul acesteia, cei internați erau supuși muncii la câmp, pe un teren alocat spitalului, devenit ulterior ferma acestuia. Pe structura secției de vagabondaj a fost realizată după aceea și o secție de psihiatrie.

### Perioada comunistă
În anul 1950, spitalul trece, cu tot cu fermă, în subordinea Spitalului de psihiatrie nr. 9, devenind o secție a acestuia. Din 1968, acesta redevine de sine stătător, sub denumirea de Spitalul de psihiatrie „Bălăceanca”.
În perioada comunistă, spitalul organizase o secție specială, denumită „Decret”, cu scopul de a-i încarcera pe deținuții politici.

### Perioada post-comunistă
Printr-o hotărâre de guvern din 1996, Spitalul de Psihiatrie „Bălăceanca” din subordinea Direcției Sanitare a Municipiului București s-a reorganizat pentru scurta vreme ca secție exterioară, fără personalitate juridică, a Spitalului Clinic de Neurologie și Psihiatrie „Profesor Doctor Gheorghe Marinescu” (actualul Spital Clinic de Psihiatrie „Profesor Doctor Alexandru Obregia”). Printr-o hotărâre de guvern ulterioară, din 1998, spitalul a redevenit de sine stătător, cu personalitate juridică, în subordinea Direcției de Sănătate Publică a Județului Ilfov, sub denumirea de Spitalul de Psihiatrie „Bălăceanca”. 
Ulterior, denumirea acestuia a fost schimbată în 2003 în Spitalul de Psihiatrie Domnița Bălașa. În 2009, numele i-a fost schimbat din nou în cel actual, Spitalul de Psihiatrie „Eftimie Diamandescu”. 
În anul 2010, printr-o hotărâre de guvern, spitalul a trecut din subordinea Ministerului Sănătății în cea a Consiliului Județean Ilfov.
În anul 2022, spitalul a intrat într-un proces amplu de reabilitare.

## Servicii și dotări
Spitalul oferă servicii de spitalizare psihiatrică continuă pentru adulți în stare acută și cronică, un serviciu de gardă și urgențe psihiatrice, servicii de examinare și evaluare psihologică și psihiatrică, și servicii de consiliere pentru pacienți și familiile acestora. De asemenea, spitalul deține un laborator de analize medicale pentru radiologie, EKG și ecografii, un centru de reabilitare psiho-socială și un cabinet de stomatologie. Spitalul mai deține o seră terapeutică, în cadrul căreia pacienții se îngrijesc de diferite plante.
La data de 27 aprilie 2022 , încă mai erau folosite unele dintre corpurile originale ale spitalului, construite de Diamandescu în 1890. La aceeași dată, spitalul dispunea de 222 de paturi.

## Conducere
| Nume                     | Din            | Până în        |
| ------------------------ | -------------- | -------------- |
| Laura Secureanu          |                | noiembrie 2012 |
| Răzvan Turliu            | noiembrie 2012 | iunie 2014     |
| Angelica Boiangiu        | interimar      | interimar      |
| Iolanda Maria Dumitrescu | 2014           | 2018           |
| Ovidiu Cătălin Cristea   | 2018           | 2021           |
| Tănase Stoica            | august 2021    | prezent        |